# Karl Whalen
Karl Whalen (nascut el 29 de juny de 1981) és un futbolista neozelandès que actualment juga com a defensa pel Team Wellington del Campionat de Futbol de Nova Zelanda.

## Trajectòria esportiva
Whalen inicià la seva carrera futbolística amb el Wellington Olympic el gener de 2003. Amb el Wellington Olympic va jugar fins al juliol de 2006.
El Team Wellington, equip professional jugant en el Campionat de Futbol de Nova Zelanda, el va fitxar el juliol de 2006. Pel club aviat debutà; el 15 d'octubre de 2006 va jugar el seu primer partit contra el YoungHeart Manawatu. Al cap d'uns mesos va marcar el seu primer gol en el futbol professional en un partit contra el Waikato FC. Al cap de la temporada va jugar en 10 partits en total. La temporada següent va jugar en 16 partits, i en la 2008-2009 va jugar en 15. En les dues temporades després, Whalen jugà en 20 partits. La temporada 2011-2012 ha jugat en 10 partits i ha marcat 2 gols pel club.

## Palmarès
- Copa White Ribbon (1): 2011-12.